# Cubocephalus subpetiolatus
Cubocephalus subpetiolatus är en stekelart som först beskrevs av Johann Ludwig Christian Gravenhorst 1829.  Cubocephalus subpetiolatus ingår i släktet Cubocephalus, och familjen brokparasitsteklar. Arten är reproducerande i Sverige.